# West Virginia National Guard

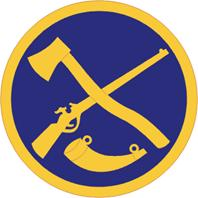
Emblem des Hauptquartiers der West Virginia National Guard

Die West Virginia National Guard (WVNG) des US-Bundesstaates West Virginia ist Teil der im Jahr 1903 aufgestellten Nationalgarde der Vereinigten Staaten (akronymisiert USNG) und somit auch Teil der zweiten Ebene der militärischen Reserve der Streitkräfte der Vereinigten Staaten. Das Hauptquartier ist in Sandston, Henrico County, West Virginia.

## Organisation
Die Mitglieder der Nationalgarde sind freiwillig Dienst leistende Milizsoldaten, die dem Gouverneur von West Virginia und dessen West Virginia Department of Military Affairs and Public Safety unterstehen. Adjutant General of West Virginia ist seit 2014 Brigadier General William Crane. Die Nationalgardeeinheiten des Staates werden auf Bundesebene vom National Guard Bureau (Arlington, VA) unter General Steven Nordhaus koordiniert.
Auf die Nationalgarden der Bundesstaaten kann (unter bestimmten Umständen mit Einverständnis des Kongresses) die Bundesebene zurückgreifen. Bei Einsätzen auf Bundesebene ist der Präsident der Vereinigten Staaten Commander-in-Chief. West Virginia unterhält keine Staatsgarde, die allein dem Bundesstaat verpflichtet wäre.
Die Virginia National Guard besteht aus den beiden Teilstreitkraftgattungen des Heeres und der Luftstreitkräfte, namentlich der Army National Guard und der Air National Guard. Die West Virginia Army National Guard hatte 2017 eine Personalstärke von 4127, die West Virginia Air National Guard eine von 2120, was eine Personalstärke von gesamt 6257 ergibt.

## Geschichte
Die West Virginia National Guard kann ihre Wurzeln auf Milizverbände der Province of Virginia zurückführen. Von 1607 an existierte die Virginia Militia, 1754 entstand daraus das Virginia Regiment unter ihrem ersten Kommandeur George Washington. Es war das erste professionelle Kolonialregiment, das jemals in der Neuen Welt aufgestellt wurde und erhielt während des Siebenjährigen Krieges den Status eines regulären britischen Armeeregiments. Als die Kolonie Virginia 1775 bei Ausbruch des Amerikanischen Unabhängigkeitskriegs die Aufstellung mehrerer Regimenter anordnete, wurden diese als Virginia Line bezeichnet. Mit Annahme der Unabhängigkeitserklärung der Vereinigten Staaten durch den Kontinentalkongress am 4. Juli des Jahres wurde Virginia einer der dreizehn Gründerstaaten der USA.
US-Präsident James Madison musste im Britisch-Amerikanischen Krieg 1812 nach Virginia fliehen. Während des Sezessionskrieges kämpften Milizverbände Virginias auf beiden Seiten, 1862 kam es zur Abspaltung West Virginias und damit zur offiziellen Gründung einer staatlichen Miliz West Virginias. Die Nationalgarde des Bundesstaates ist seit 1903 bundesgesetzlich und institutionell eng mit der regulären Armee und seit der Gründung West Virginia Air National Guard 1947 auch der Luftwaffe verbunden. Nationalgardisten leisteten ihren Dienst sowohl im Ersten und Zweiten Weltkrieg als auch im Koreakrieg. Einsätze der Nationalgarde gab und gibt es auch im Inneren, so bei der Sicherung des Kapitol nach dem Sturm auf das Kapitol in Washington 2021 oder zur Unterstützung in der COVID-19-Pandemie.

## Einheiten
- Joint Force Headquarters in Charleston

### West Virginia Army National Guard
- 111th Engineer Brigade in Eleanor
- 77th Brigade Troop Command
  - 1st Squadron, 150th Cavalry Regiment in Bluefield
  - 1st Battalion, 201st Field Artillery Regiment in Fairmont
  - 2nd Battalion, 19th Special Forces Group in Kenova
  - 151st Military Police Battalion in Gassaway
- Special Operations Detachment - Europe (SOD-E)
- 197th Regiment (Regional Training Institute) in Camp Dawson
- 35th Civil Support Team (WMD)
- Fixed Wing Army Aviation Training Site (FWAATS)
- 1528th Support Company (Special Operations) (Airborne)

### West Virginia Air National Guard
- 130th Airlift Wing auf der Charleston Air National Guard Base in Charleston
- 167th Airlift Wing auf der Shepherd Field Air National Guard Base in Martinsburg